# Marcelo Grohe
Marcelo Grohe (Campo Bom, 13 gennaio 1987) è un calciatore brasiliano, portiere dell'Al-Kholood.

## Carriera

### Club
La sua carriera è legata da sempre al Grêmio, con il quale ha vinto una Coppa del Brasile nel 2016 e una Coppa Libertadores nel 2017.

### Nazionale
Viene convocato per la Copa América Centenario negli Stati Uniti per sostituire Ederson.

## Statistiche

### Cronologia presenze e reti in nazionale
| Cronologia completa delle presenze e delle reti in nazionale ― Brasile | Cronologia completa delle presenze e delle reti in nazionale ― Brasile | Cronologia completa delle presenze e delle reti in nazionale ― Brasile | Cronologia completa delle presenze e delle reti in nazionale ― Brasile | Cronologia completa delle presenze e delle reti in nazionale ― Brasile | Cronologia completa delle presenze e delle reti in nazionale ― Brasile | Cronologia completa delle presenze e delle reti in nazionale ― Brasile | Cronologia completa delle presenze e delle reti in nazionale ― Brasile |
| Data                                                                   | Città                                                                  | In casa                                                                | Risultato                                                              | Ospiti                                                                 | Competizione                                                           | Reti                                                                   | Note                                                                   |
| ---------------------------------------------------------------------- | ---------------------------------------------------------------------- | ---------------------------------------------------------------------- | ---------------------------------------------------------------------- | ---------------------------------------------------------------------- | ---------------------------------------------------------------------- | ---------------------------------------------------------------------- | ---------------------------------------------------------------------- |
| 5-9-2015                                                               | Harrison                                                               | Brasile                                                                | 1 – 0                                                                  | Costa Rica                                                             | Amichevole                                                             | -                                                                      |                                                                        |
| 9-9-2015                                                               | Foxborough                                                             | Stati Uniti                                                            | 1 – 4                                                                  | Brasile                                                                | Amichevole                                                             | -1                                                                     |                                                                        |
| Totale                                                                 |                                                                        | Presenze                                                               | 2                                                                      |                                                                        | Reti                                                                   | -1                                                                     |                                                                        |

## Palmarès

### Club

#### Competizioni nazionali
- Campeonato Brasileiro Série B: 1

Grêmio: 2005
- Coppa del Brasile: 1

Grêmio: 2016
- Supercoppa saudita: 1

Al Ittihad: 2022
- Campionato saudita: 1

Al Ittihad: 2022-2023

#### Competizioni statali
- Campionato Gaúcho: 4

Grêmio: 2006, 2007, 2010, 2018

#### Competizioni internazionali
- Coppa Libertadores: 1

Grêmio: 2017
- Recopa Sudamericana: 1

Grêmio: 2018